# 蘇姆齊
49°22′15″N 36°28′33″E / 49.37083°N 36.47583°E
蘇姆齊（烏克蘭語：Сумці）是位於烏克蘭東部的村莊，由哈爾科夫州洛佐瓦區的阿列克西伊夫卡市鎮負責管轄。該村分別距離別列斯特基1公里和新特羅伊茨凱3公里，始建於1750年，面積0.3平方公里，海拔高度101米，2001年人口83。